# 阮黃南
阮黃南（1988年—），越南男子羽毛球運動員。

## 簡歷
2015年4月，阮黃南代表越南參加在中國武漢舉行的亞洲羽毛球錦標賽，與楊寶德合作出戰男子雙打項目，首場比賽就以0比2（15-21、11-21）不敵南韓的金基正／金沙朗出局。

## 主要比賽成績
只列出曾進入準決賽的國際賽事成績：
| 年份   | 賽事                 | 公開賽級別 | 項目     | 拍檔          | 成績   |
| ------ | -------------------- | ---------- | -------- | ------------- | ------ |
| 2009年 | 老撾羽毛球國際挑戰賽 | 國際挑戰賽 | 男子單打 | －            | 亞軍   |
| 2009年 | 老撾羽毛球國際挑戰賽 | 國際挑戰賽 | 男子雙打 | Pham Cao Hieu | 準決賽 |
| 2014年 | 越南羽毛球國際系列賽 | 國際系列賽 | 男子雙打 | 楊寶德        | 準決賽 |